# Michelle Thomson

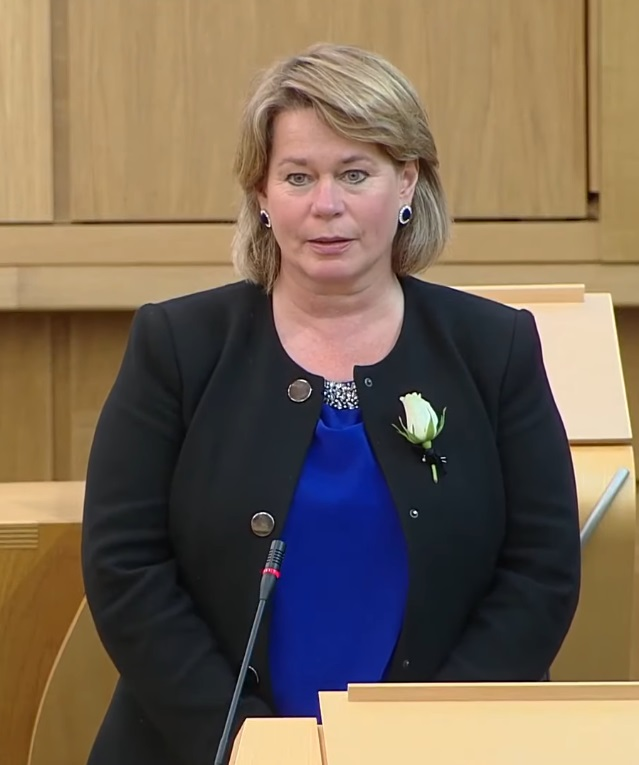
Michelle Thomson, 2021

Michelle Rhonda Thomson (* 11. März 1965) ist eine britische Politikerin, die ehemals der Scottish National Party (SNP) angehörte.

## Leben
1985 erwarb Thomson einen Abschluss an der Royal Scottish Academy of Music and Drama. In der Folge war sie mehrere Jahre als professionelle Pianistin tätig. Nachdem sie ein Informatikstudium erfolgreich als Master abgeschlossen hatte, war Thomson mehr als 23 Jahre im Finanzwesen tätig, unter anderem bei Standard Life und der Royal Bank of Scotland. 2009 baute sie sich ein Immobilienunternehmen auf. Drei Jahre später trat sie als Mitgründerin und später als Direktorin des Wirtschaftsnetzwerks Business for Scotland in Erscheinung, das lobbyistisch für die wirtschaftliche Stärke Schottlands im Vorfeld des schottischen Unabhängigkeitsreferendums 2014 warb. In diesem Zusammenhang nahm Thomson an rund 100 öffentlichen Debatten teil.

## Politischer Werdegang
Im Alter von 16 Jahren trat Thomson in die SNP ein. Die Partei stellte Thomson zu den britischen Unterhauswahlen 2015 im Wahlkreis Edinburgh West auf. Sie trat damit gegen den amtierenden Liberaldemokraten Michael Crockart an. Nach massiven Stimmgewinnen der SNP bei diesen Wahlen erreichte Thomson mit 39 % den höchsten Stimmenanteil und zog in der Folge erstmals in das britische Unterhaus ein. Ab Juli 2015 war sie Mitglied des Ausschusses für Business, Innovation and Skills und ab Dezember zusätzlich des Ausschusses für Business, Innovation and Skills.
Infolge von möglichen Unregelmäßigkeiten bei Immobiliengeschäften ihres Unternehmens wurden im September 2015 Ermittlungen gegen Thomson eingeleitet. Als Konsequenz trat sie aus der SNP aus und gehörte dem Parlament bis zum Ende der Wahlperiode als unabhängige Abgeordnete an. Das Kandidatenkomitee der SNP gab im April 2017 bekannt, Thomson nicht als Kandidatin bei der vorgezogenen Parlamentswahl 2017 zu berücksichtigen. Thomson kündigte ihrerseits an, nicht zu kandidieren. Zum Ende der Wahlperiode schied sie aus dem Unterhaus aus.
Am 8. Dezember 2016 schilderte sie in einer Unterhausrede, wie sie als Vierzehnjährige vergewaltigt worden war und die daraus für sie resultierenden Folgen mit den Worten, sie sei „kein Opfer, sondern eine Überlebende“.
Im Oktober 2018 trat Thomson wieder in die SNP ein, nachdem die Vorwürfe gegen sie fallengelassen worden waren. Bei der Wahl zum schottischen Parlament am 6. Mai 2021 wurde sie im Wahlkreis Falkirk East für die SNP wiedergewählt.